# 欧蒙泽
欧蒙泽（法語：Aumontzey，法語發音：[omɔ̃dzɛ] ⓘ）是法国大東部大區孚日省的一个旧市镇，属于孚日圣迪耶区。2016年1月1日，欧蒙泽与市镇沃洛涅河畔格朗日合并为新市镇格朗日-欧蒙泽。

## 地理
欧蒙泽（48°10'1"N, 6°46'30"E）面积3.37 平方千米，位于法国大東部大區孚日省，该省份为法国东北部内陆省份，北起默兹省和默尔特-摩泽尔省，西接上马恩省，南至上索恩省和贝尔福地区省，东临上莱茵省和下莱茵省。
与欧蒙泽接壤的市镇（或旧市镇、城区）包括：瑞萨吕、拉沃利讷-德旺布吕耶尔、拉沙佩勒-德旺布吕耶尔、格朗日-欧蒙泽、沃洛涅河畔格朗日。
欧蒙泽的时区为UTC+01:00、UTC+02:00（夏令时）。

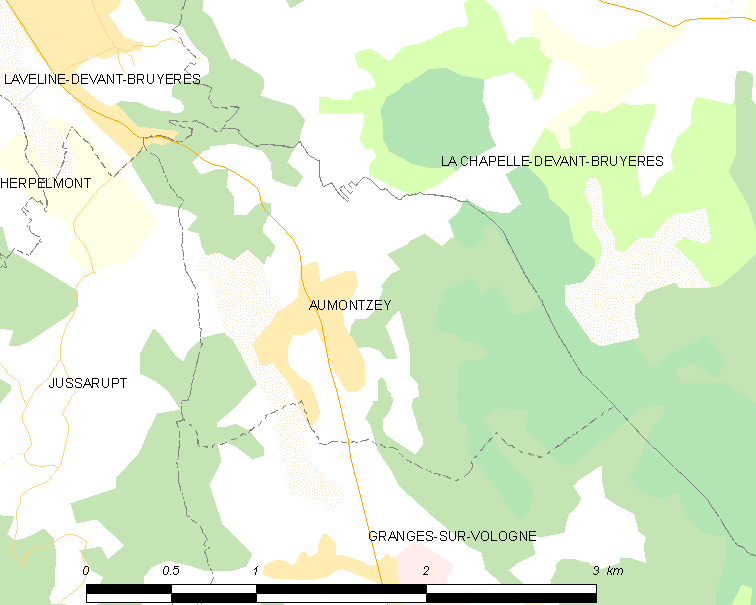
欧蒙泽的OSM定位图

## 行政
欧蒙泽的邮政编码为88640，INSEE市镇编码为88018。

## 政治
欧蒙泽所属的省级选区为热拉尔梅县。

## 人口

1962-2008年间欧蒙泽人口变化图示

欧蒙泽于2018年1月1日时的人口数量为481人。